# Ићево
Ићево је насељено мјесто у Далмацији. Припада граду Скрадину у Шибенско-книнској жупанији, Република Хрватска.

## Географија
Налази се на самом рубу Равних Котара, према Буковици. Удаљено је 10 км сјеверно од Скрадина и 9 км југозападно од Кистања.

## Историја
До територијалне реорганизације у Хрватској насеље се налазило у саставу бивше велике општине Шибеник. Ићево се од распада Југославије до августа 1995. године налазило у Републици Српској Крајини.

## Становништво
Према попису из 1991. године, Ићево је имало 168 становника, од чега 97 Хрвата, 66 Срба, 4 Југословена и 1 осталог. Према попису становништва из 2001. године, Ићево је имало 35 становника. Ићево је према попису становништва из 2011. године имало 59 становника.
| Националност       | 1991. | 1981. | 1971. | 1961. |
| Срби               | 66    | 27    | 69    | 87    |
| Хрвати             | 97    | 93    | 97    | 113   |
| Југословени        | 4     | 55    | 15    |       |
| остали и непознато | 1     | 1     | 4     |       |
| Укупно             | 168   | 176   | 185   | 200   |

| Демографија | Демографија | Демографија |
| Година      | Становника  | Становника  |
| ----------- | ----------- | ----------- |
| 1961.       | 200         |             |
| 1971.       | 185         |             |
| 1981.       | 176         |             |
| 1991.       | 168         |             |
| 2001.       | 35          |             |
| 2011.       |             | 59          |

### Презимена
- Булаја — Православци, славе Св. Николу
- Драшковић — Римокатолици
- Дујић — Римокатолици
- Надовеза — Православци, славе Св. Стефана